# Hylocomium paraphysale
Hylocomium paraphysale là một loài Rêu trong họ Hylocomiaceae. Loài này được (Müll. Hal.) A. Jaeger mô tả khoa học đầu tiên năm 1880.